# Thyra Seillière
Hélène-Thyra Seillière (10 mai 1880 à Londres - 23 avril 1973 à Paris 17e) est une femme de lettres française.

## Biographie
Fille naturelle du baron Raymond Seillière et d'Hélène Orzegowska, petite-fille de Florentin-Achille Seillière, elle est élevée dans différents couvents en France.
Elle épouse successivement le riche industriel et aventurier Henri Menier, puis, veuve une première fois, un Biélorusse du nom de Pierre de Elisseieff, et enfin, à la mort de ce dernier, Richard-Pierre Bodin, dont elle divorcera.
En 1935, elle fait l'acquisition du château de Lauterborn au Luxembourg.

## Publications
- Oui, j’ai aimé (Prix Lange, 1943[2])
- L'Intelligence du cœur (1947)
- Silhouettes et Paysages (1948)